# Thomas & Mack Center
Le Thomas & Mack Center est une salle omnisports situé à Las Vegas, dans le Nevada. Il est incorporé au campus de l'Université du Nevada (Las Vegas), tout près de l'Aéroport international McCarran.
Depuis 1983, ses locataires sont l'équipe masculine de basket-ball de l'université, les UNLV Rebels qui évoluent dans la Mountain West Conference en NCAA. Entre 1993 et 1999, la salle a aussi accueillie les Thunder de Las Vegas de la Ligue internationale de hockey, qui aujourd'hui n'existent plus. Les Gladiators de Las Vegas de l'Arena Football League y ont joué entre 2003 et 2007, mais ensuite ils ont déménagé dans la Orleans Arena. Ce fut aussi l'arène du Sting de Las Vegas (AFL) pendant leur brève existence en 1995. Sa capacité est de 18 776 places pour les matchs de basket-ball, 17 417 pour le hockey, 16 606 pour le football américain en salle et 19 522 places pour les autres évènements comme la boxe, le bâtiment offre également 30 suites de luxe, ce qui en fait le deuxième plus gros aréna de Las Vegas, derrière le T-Mobile Arena. La salle est entourée d'un parking de 4 500 places qui est complété par celui de l'Université du Nevada qui offre 6 500 places.

## Histoire
Le Thomas & Mack Center a été inauguré en 1983 et il a coûté $30 millions de dollars. Le bâtiment fut conçu par le cabinet W2C Architects (John Carl Warnecke Associates & Art Cambero & Domingo Cambero). L'arène a été appelée du nom de deux banquiers de Las Vegas, E. Parry Thomas et Jerome Mack, qui ont établi le site de construction et ont donné $500 000 USD pour financer la conception du projet. À l'origine conçu comme salle de sports pour loger uniquement les UNLV Rebels, la direction de l'arène a rapidement changé les phases de préconstruction, permettant à la salle de devenir multisports. Le premier événement dans la salle eu lieu le 21 novembre 1983 et le "Grand opening" se déroula le 16 décembre 1983 avec Frank Sinatra, Dean Martin et Diana Ross. 
En 1983, l'arène a eu deux buts principaux : 100 jours d'événement par an et un million de visiteurs. Aujourd'hui, le Thomas & Mack Center accueille plus de 250 événements divers annuellement et presque 15 millions de visiteurs ont traversé ses portes.
En 2001, une petite arène, le Cox Pavilion (2 472 places) a été ajoutée au complexe. Le Thomas & Mack Center a accueilli de nombreux combats de catch comme le WWE No Way Out en 2001 et 2008 puis le WWE Vengeance en 2005. En 2005 et 2006, il accueille l'ArenaBowl. L'année 2007 est placé sous le signe du basket-ball avec l'organisation du NBA All-Star Game puis du Tournoi des Amériques.
Le record d'affluence de l'arène était de 20 321 spectateurs pendant le match de basket-ball opposant les UNLV Rebels aux Navy Midshipmen.
Il apparaît dans le jeu vidéo Grand Theft Auto: San Andreas sous le nom de Blackfield Stadium.

## Événements
- NBA All-Star Game 2007, 18 février 2007
- Championnat des Amériques de basket-ball 2007, 22 août-2 septembre 2007
- ArenaBowl XIX, 12 juin 2005
- ArenaBowl XX, 11 juin 2006
- National Finals Rodeo, depuis 1985
- Tournoi masculin de basket-ball de la Big West Conference, 1994-1995
- Tournoi masculin de basket-ball de la Western Athletic Conference, 1997-1999
- Tournoi masculin de basket-ball de la Mountain West Conference, 2000-2003 et 2007
- WWE No Way Out, 25 février 2001
- No Way Out 2008, 17 février 2008
- WWE Vengeance, 26 juin 2005
- PRIDE 32: The Real Deal, 21 octobre 2006
- PRIDE 33: The Second Coming, 24 février 2007
- UFC 43 : Meltdown, 6 juin 2003
- Visite de Mikhaïl Gorbatchev, mars 2004

## Galerie

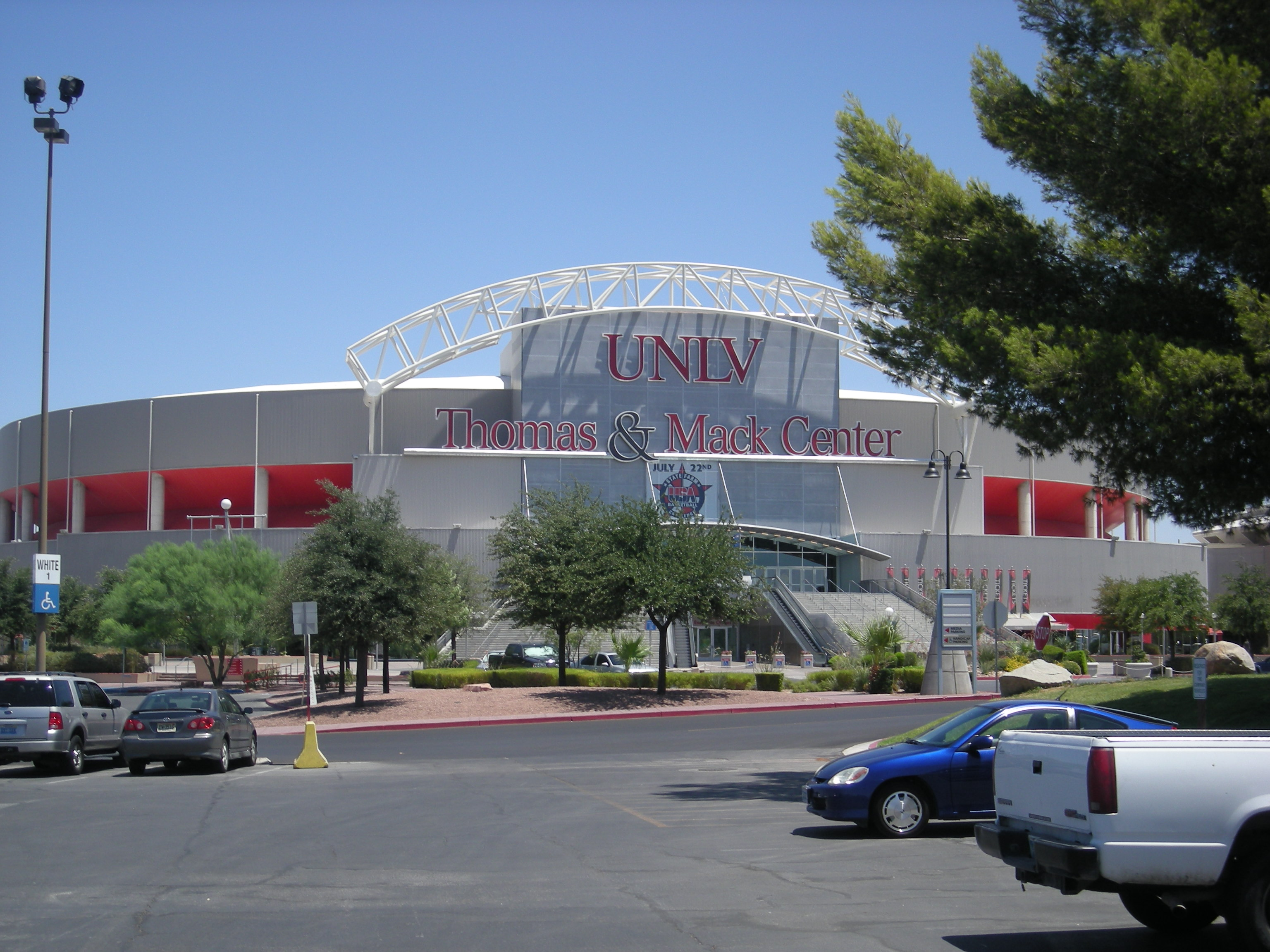
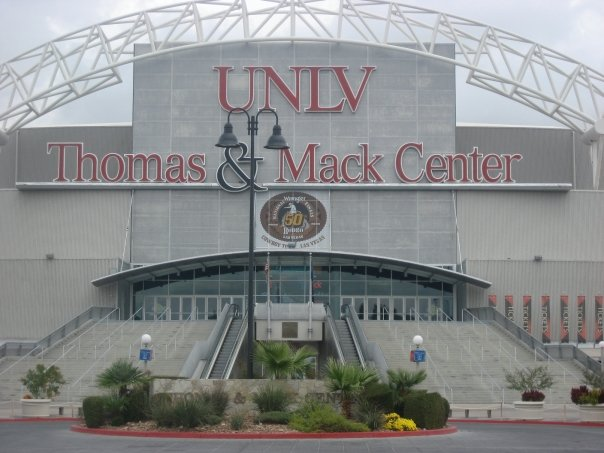
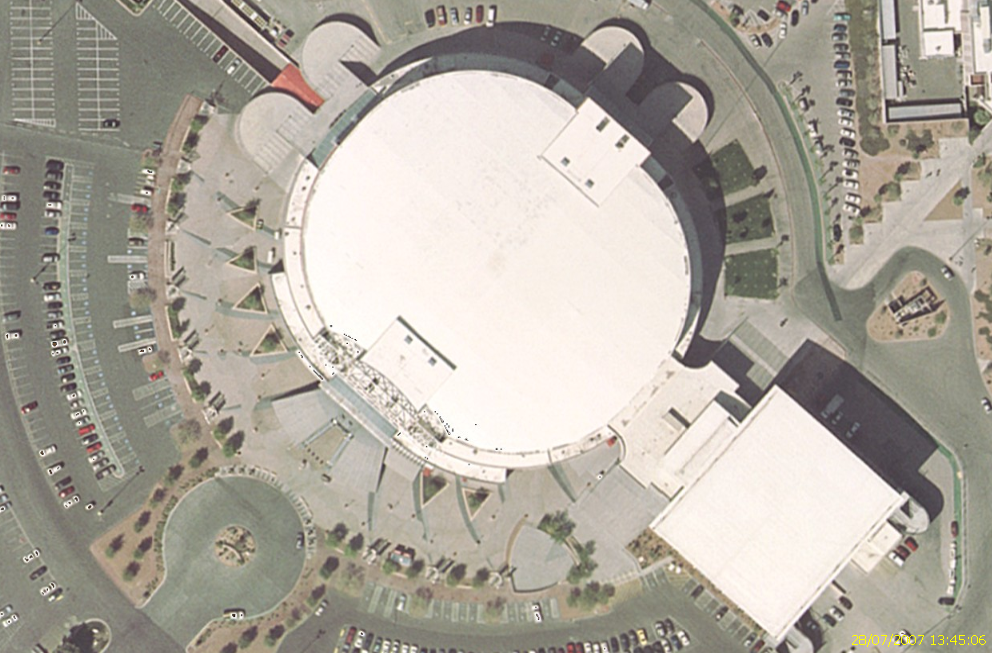
Image satellite